# Korczunek (Oblin)
Korczunek – część wsi Oblin w Polsce położona w województwie mazowieckim, w powiecie garwolińskim, w gminie Maciejowice
Administracyjnie Korczunek jest odrębnym sołectwem o nazwie Oblin Korczunek.
W latach 1975–1998 miejscowość administracyjnie należała do województwa siedleckiego.